# باغ عشق
باغ عشق، عنوان یکی از زیباترین باغهای شهر کرمان بود که توسط ابراهیم خان ظهیرالدوله، حاکم نامدار کرمان در عهد قاجاریه بنا شده بود. این باغ در سرآسیاب فرسنگی که هم‌اکنون نیز از محلات کرمان است، واقع بود، امّا پس از درگذشت ابراهیم خان توسط ورثه او تقسیم و تفکیک شد و گرچه تا مدت‌ها از جمله تفریحگاههای مردم کرمان به شمار می‌آمد، ولی سرانجام رونق و آبادانی خود را از دست داد.

## شرح
دکتر محمدابراهیم باستانی پاریزی، مورخ شهیر، در حواشی کتاب  فرماندهان کرمان، اثر: شیخ یحیی احمدی کرمانی نوشته‌است:
«در تمام طول تاریخ، هر حاکم صاحب نامی حداقل یک باغ در کرمان احداث نموده‌است و به همین دلیل، امروز ۲۵ درصد باغ‌های کشور[=ایران]، در کرمان است.»
باغ عشق، باغی است که یکی از همین حاکمان، یعنی ابراهیم خان ظهیرالدوله در کرمان احداث کرده بود.
دربارهٔ باغ عشق، در مجموعه ناصری، ورق ۳۷ آمده‌است:
«....[در] سرآسیاب، یک فرسخی شهر [کرمان]، ..... ابراهیم خان، در یمینای [یعنی در منتهی الیه سمت راست] باغات سرآسیاب مزبوره، باغی موسوم به باغ عشق بنا کرد و الحق طراحی بسیار خوشی نمود، و باغ مزبور را به اشجار بسیار خوب فراهم آورد که منافع کلّی از آن حاصل می‌نمود.
بعد از وفات خان مرحوم، باغ مزبور را تقسیم نموده، هریک از ورّاث، دیواری جداگانه در میان او[=باغ عشق] کشیدند و حصه [=سهم] خود را باغی علیحده [=جداگانه] ساختند.....
در فصل بهار و زمان میوه، بعضی از خان زادگان و سایر ارباب باغات شهر در آنجا می‌روند و چندی را به تفریح و عیش گذران می‌نمایند، بلکه از کسبه و شالیباف و سایر اصناف می‌روند و به جهت خوشی آب و هوا و وفور فواکه از هر قسم، تفریح دماغی حاصل نموده، بعد به شهر رجعت نموده به کسب و فقیری و رعیتی خود مشغول می‌شوند.»